# Баранов, Фёдор Павлович
Фёдор Павлович Баранов — советский государственный и политический деятель, председатель Калининского областного исполнительного комитета.

## Биография
Родился в 1913 году в Твери. Член ВКП(б) с 1941 года.
С 1925 года — на общественной и политической работе. В 1925—1967 и 1970—1972 гг. — председатель комитета фабрики имени Александра Вагжанова, ситцевой фабрики «Пролетарка», директор Управления Тверского трамвая, конструктор Бюро подготовки производства инструментального цеха, мастер станочного участка, диспетчер инструментального цеха, начальник Бюро инструментов при Техническом отделе, начальник Бюро инструментального хозяйства инструментального цеха, начальник Отдела инструментального хозяйства, начальник инструментального цеха Калининского вагоностроительного завода, заместитель начальник инструментального цеха вагоностроительного завода имени газеты «Правда» (ст. Алтайская Томской железной дороги), старший мастер, начальник специального цеха № 3, начальник инструментального цеха Калининского вагоностроительного завода, секретарь комитета ВКП(б) Калининского вагоностроительного завода, заведующий Отделом машиностроения Калининского областного комитета ВКП(б), секретарь Калининского областного комитета ВКП(б), 1-й секретарь Калининского городского комитета ВКП(б) — КПСС, 2-й секретарь Калининского областного комитета КПСС, 1-й заместитель председателя СНХ Калининского административного экономического района, председатель Исполнительного комитета Калининского промышленного областного Совета, 1-й заместитель председателя Исполнительного комитета Калининского областного Совета, инструктор Отдела производственной работы и заработной платы Калининского областного Совета профсоюзов.
Избирался депутатом Верховного Совета РСФСР 4-го, 5-го, 6-го созывов.
Умер в Калинине в 1987 году.